# Bernice (album)
Bernice è il quarto album dei Kaleidoscope, pubblicato nel marzo del 1970, da segnalare la dipartita di David Lindley prima delle registrazioni dell'album.

## Tracce
Lato A
1. Chocolate Whale – 2:27 (S. Feldthouse)
2. Another Lover – 2:45 (D. Lindley)
3. Sneakin' Thru the Ghetto – 3:20 (C. Crill, P. Lagos)
4. To Know Is not to Be – 2:15 (P. Lagos)
5. Lulu Arfin Nanny – 3:12 (C. Darrow, C. Crill, D. Lindley, S. Feldthouse, S. Brotman)
6. Lie and Hide – 2:52 (C. Crill, D. Lindley, P. Lagos, S. Brotman)

Lato B
1. Ballad of Tommy Udo – 2:48 (D. Lindley)
2. Bernice – 2:44 (C. Crill)
3. Soft and Easy – 2:55 (S. Feldthouse)
4. New Blue Ooze – 9:42 (C. Crill, D. Lindley, P. Lagos, S. Feldthouse, S. Brotman)

## Musicisti
- Solomon Feldthouse - voce, chitarra, oud
- Chester Crill (anche indicato come Max Buda o Connie Crill) - armonica, tastiere, chitarra, voce, violino
- Stuart Brotman - basso (tranne nei brani Chocolate Whale e Another Lover)
- Ron Johnson - basso (solo nei brani Chocolate Whale e Another Lover)
- Paul Lagos - batteria, percussioni, accompagnamento vocale (nei brani Lie and Hide e Ballad of Tommy Udo)
- Robert "Big Boy" Armstrong - saw
- Jeff Kaplan - chitarra, voce (solo nel brano Lulu Arfin Nanny)
- "The Mighty Kaleidettes" - accompagnamento vocale